# Лилейкис, Александрас
Александрас Лилейкис (лит. Aleksandras Lileikis, 10 июня 1907, Папруджяй, Кельменская волость, Российская империя — 26 сентября 2000, Вильнюс, Литва) — литовский полицейский, обвинённый в участии в геноциде евреев в годы немецкой оккупации. После войны жил в Германии, затем в США, был лишён американского гражданства, вернулся в Литву, где и умер.

## Биография
Александрас Лилейкис родился в 1907 году в бедной крестьянской семье. Он окончил начальную школу, затем гимназию в Кражяй и Каунасское военное училище. Затем он изучал право в Университете Витовта Великого. Во время учёбы он работал в каунасском отделении Департамента полиции. В 1937—1939 годах работал в литовской полиции безопасности в Мариямполе. Затем в 1939 году после передачи Вильнюса Литве перешёл работать в вильнюсское отделение полиции безопасности заместителем начальника. Занимался борьбой с польским подпольем и контролем за беженцами из оккупированной немцами Польши, в основном евреями.
Когда Литва была включена в состав СССР в 1940 году, Лилейкис уехал в Германию и в июне 1941 обращался за получением немецкого гражданства. 20 августа 1941 Лилейкис вернулся в оккупированную немцами Литву. Он руководил вильнюсским отделением созданной оккупантами литовской полиции безопасности. Немедленно после вступления в должность Лилейкис реорганизовал работу полиции безопасности по модели гестапо — с созданием специального отдела по евреям и коммунистам (лит. Komunistų-Žydų Skyrius). К исключительной компетенции полиции безопасности были отнесены евреи-подпольщики, евреи, подозревавшиеся в связях с коммунистами, лица помогавшие евреям и евреи, бежавшие из гетто. Согласно инструкциям Лилейкиса, обычная полиция евреев, которые нарушали антиеврейские указы (например, требование носить жёлтую звезду или запрет покупки еды на рынке), просто отправляла в тюрьму с последующим расстрелом в Понарах.
После войны Лилейкис уехал в Германию, а затем в 1955 году — в США, получил американское гражданство и жил в Норвуде, штат Массачусетс. Согласно рассекреченным в 2014 году в США документам, Лилейкис в 1952 году был нанят Центральным разведывательным управлением и получал до иммиграции в США 1700 долларов в год. В ЦРУ знали о причастности Лилейкиса к геноциду евреев, тем не менее ему помогли въехать в США. ЦРУ также пыталось помешать расследованию Министерства юстиции США в отношении Лилейкиса, опасаясь разглашения секретной информации о его шпионской деятельности.
Расследование, проведенное Министерством юстиции США, выявило личную причастность Лилейкиса к геноциду евреев в Литве. После этого Лилейкис был лишён американского гражданства. 18 июня 1996 года Лилейкис покинул США и прибыл в Вильнюс. В Литве он опубликовал книгу мемуаров «Pažadinto laiko pėdsakais», в которой отрицал обвинения и утверждал, что сотрудничал с антинацистским подпольем и даже препятствовал убийствам евреев. Однако, как пишет историк Арунас Бубнис, никаких документов, подтверждающих слова Лилейкиса, в архивах найти не удалось. Напротив, в архивах нашлись документы, подтверждающие участие Лилейкиса в Холокосте.
Литовские власти затянули расследование дела Лилейкиса. В ходе начавшегося суда Лилейкис умер от инфаркта в вильнюсской больнице 26 сентября 2000 года. Был похоронен 29 сентября в семейной могиле рядом с родителями, братьями и сестрой, на городском кладбище Вайгува Кельмеского района.

## Расследование преступлений
Расследование в США было начато в октябре 1982 года и длилось 11 лет. Основная проблема для следователей состояла в том, что у них не было документов с подписью Лилейкиса — чтобы уличить его в прямой причастности к убийствам. СССР отказал американским следователям в помощи в предоставлении информации из архивов.
В ноябре 1990 года, после провозглашения независимости Литвы от СССР, докторант Университета Мичигана Майкл Маккуин, писавший работу по польско-литовскому конфликту в годы Второй мировой войны, получил доступ в вильнюсский архив. Прямые улики против Лилейкиса Маккуин нашёл лишь в четвёртый свой визит в Вильнюс в сентябре 1993 года. Среди множества приказов об арестах и расстрелах, подписанных Лилейкисом, был найден приказ на 6-летнюю девочку и её мать — Фруму и Гиту Каплан. Они были арестованы 28 ноября и убиты в Понарах 22 декабря 1941 года. Было найдено несколько аналогичных приказов за подписью Лилейкиса — о «передаче немецкой полиции безопасности». Это был эвфемизм, скрывающий передачу в руки расстрельной айнзаткоманды Ипатингас бурис.
21 сентября 1994 года, помощник генерального прокурора США Дэвид Маккей и юрист Уильям Кенети из Управления специальных расследований Министерства юстиции передали дело Лилейкиса в суд Бостона. По соглашению между прокуратурой, Минюстом и ЦРУ в обвинительных материалах не затрагивался вопрос работы Лилейкиса на американскую разведку перед иммиграцией в США.
Процесс вызвал огромный интерес общественности и средств массовой информации. В суде Лилейкис отказался отвечать на вопросы, ссылаясь на Пятую поправку к Конституции США. Однако суд счёл отсылки к Пятой поправке признанием вины.
Суд решил, что Лилейкис, будучи начальником полиции безопасности, приказывал арестовывать евреев только за то, что они евреи и отправлял их на уничтожение. Суд постановил, что запрет Конгресса на въезд в США непосредственным исполнителям геноцида распространяется и на тех, кто отдавал такие приказы. Маккуин писал, что Лилейкис точно знал, что евреи, которых он передавал карательным отрядам в Понары, будут убиты. Он называл Лилекиса убийцей, который убивает авторучкой, а не пистолетом, подписывая приказы.
Литовское правительство в январе 1995 года заявило, что «не было обнаружено доказательств того, что Лилейкис принимал участие в убийствах или же отдавал приказы убивать кого-либо». Несмотря на предоставленные Министерством юстиции США материалы расследования, в том числе приказы с личной подписью Лилейкиса об истреблении евреев, литовские чиновники ссылались на «юридические» и «технические» сложности. Несмотря на усилия Центра Симона Визенталя, требовавшего проведения расследования, дело не открывалось. После вмешательства вице-президента США Альберта Гора литовские власти начали формальное расследование, но затем приостановили его со ссылкой на здоровье обвиняемого и не завершили до его смерти. В литовском суде незадолго до смерти Лилейкис утверждал, что он уважает еврейскую нацию, чувствует симпатию к жертвам Холокоста, и не участвовал в убийстве евреев во время нацистской оккупации.
Заместитель Лилейкиса Казис Гимжаускас в феврале 2003 года был признан виновным в геноциде евреев, но освобождён от наказания в связи с неизлечимым психическим заболеванием. Гимжаускас умер вскоре после суда.

## Память
Смертный приговор Фруме и Гите Каплан за подписью Лилейкиса в декабре 2008 был передан Департаментом юстиции США Мемориальному музею Холокоста в числе 50 тысяч других документов о расследованиях в отношении военных преступников в США.